# Barton (Wisconsin)
Barton – miasto w Stanach Zjednoczonych, w stanie Wisconsin, w hrabstwie Washington.